# Турар Ръскулов (село)
Турар Ръскулов (на казахски: Тұрар Рысқұлов ауылы, на руски: Село имени Турара Рыскулова) е село, административен център на Тулкибаски район, Туркестанска област, Казахстан. Населението му през 2021 година е 19 022  души. 

## История
Селището е основано през 1887 г. от руски и украински заселници от регионите около Воронеж и Запорожие. Първоначално името на селището е било Лисицино. През 1904 г. е преименувано на Ванновка в чест на руския царски министър на войната и образованието Пьотър Вановски. След независимостта на Казахстан на 13 септември 1992 г. селото е преименувано в чест на казахстанско-съветския политик Турар Ръскулов.